# مایتریانیسم
آموزه‌های مایتریا، مایتریانیسم، آموزه‌های میله (به چینی: 彌勒信仰) به باورهای مربوط به مایتریا (彌勒 Mílè) «میله» در چین اشاره دارد که همراه با آیین بودایی و آیین مانوی به چین نفوذ کرد و به روش‌های مختلف در مکاتب بودیسم چینی و در سنت‌های ادیان نجات‌گرای سنتی چینی توسعه یافت. مایتریا یک خدای مرکزی بود که توسط اولین ادیان نجات‌گرای سنتی پرستش می‌شد، اما در تحولات بعدی فرقه‌ها، به تدریج با مادر باستانی بی‌حد و حصر (無生老母 Wúshēng Lǎomǔ) جایگزین شد، اگرچه آخرت‌شناسی میتریایی همچنان در جایی در آموزه‌های آنها ادامه داشت.

## ارتباط با آیین مانی
این باور در دوره سلسله‌های شمالی و جنوبی (چین) (از ۴۲۰ تا ۵۸۹ میلادی) در چین گسترش یافت و عموم مردم با اشتیاق از آن استقبال کردند. از این رو، احکام و الهیات آن به شدت تغییر کرد، و بسیاری از عناصر فرهنگی رایج دیگر به تدریج با ایمان بودایی آمیخته شد، تا جایی که از قالب بودیسم خارج شد و هرگز به آن قالب بازنگشت. در نتیجه، بودیسم رسمی یا «ارتدوکس» آن را تحمل نکرد و در عوض به عنوان «بدعت‌گرایی» تلقی شد. چندین عنصر میتریانیسم بسیار مشابه دین مانوی است، و بنابراین برخی از محققان حتی به این نتیجه رسیده‌اند که این دو دین در زمان‌های اولیه با هم ترکیب شده‌اند.

## مایتریانیسم ارتدوکس
اصطلاح مایتریانیسم ارتدوکس عمدتاً به آن دسته از باورهایی اشاره دارد که در کتاب رسمی بودایی، قوانین دینی و کسانی که هرگز توسط بوداییان رسمی به بدعت متهم نشده‌اند، ارگان‌ها یا دولت ثبت شده‌است. رابطه نزدیکی بین میتریانیسم ارتدوکس و باور عامیانه مایتریایی وجود داشت، اما تفاوت‌های زیادی نیز وجود داشت. گوتاما بودا، بنیانگذار بودیسم، در حدود سال ۳۹۰ قبل از میلاد پدیدار شد، اما بیش از سیصد سال بعد بود که پرستش مایتریا همراه با شکوفایی ماهایانا و ظهور بوداهای ده جهتی، و همچنین بوداسف‌ها به تدریج ظهور کرد. شاخص اصلی ظهور پرستش مایتریا انتشار تعدادی سوترا در مورد مایتریا بود. نسخه چینی این نوشته‌ها در مورد مایتریا در ترجمه دارماکارا (قرن سوم میلادی) و همچنین ده‌ها یا بیشتر از این دست آثار موجود است.

## شورش‌ها
جنبش‌های بودایی عامیانه که مایتریا را می‌پرستیدند و در انتظار او بودند، حداقل به سال‌های بین ۵۰۹ و ۵۱۵ (قرن ششم) برمی‌گردد. یکی از این رویدادها شورش دایجو بود که توسط راهب فقینگ از شهر جیژو آغاز شد، سپس وی شمالی را نیز دربرگرفت و به نام «بودای جدید» رهبری شد. بعدها، اعتقادات مایتریایی به‌طور آشکار در خارج از مرزهای بودیسم توسعه یافت. در سال ۷۱۵، همان‌طور که توسط یک فرمان گواهی می‌شود، پوشیدن لباس‌های سفید، که در اصل یک رسم رایج در جماعات بودایی بود، به ویژگی متمایز فرقه‌های مایتریایی تبدیل شده بود.